# Рсовци
Рсовци су насеље Града Пирота у Пиротском округу. Према попису из 2022. има 72 становника (према попису из 2002. било је 183 становника).

## Положај
Село Рсовци налази се у брдовитом Делу подножја Старе планине, прикљештено брдовитим и каменитим масивима, са севера Рудином, која се уз Височицу пружа још од уласка па све до њеног изласка из атара села, пробијајући се кањоном Владикине плоче, дугачким 3 km, са стрмим усецима високим 200 метара. Кањон Владикине плоче, или кањон Стење, чини неколико меандри до изласка у атар села Паклештице. Стрмо изнад реке и пећине Стење диже се у висину Камински брег висок око 11ООм. Село се нашло на уском простору између Рудине и Височице са севера и брда Дел са јужне стране. На тај начин спречено је ширење села у правцу север-југ. Тако је село добило дугуљаст облик од Клисуре на западу до Црепњишта, до испод узвишице Цренац.
Границе сеоског атара су у оквиру суседних атара села Височка Ржана на истоку, Брлог са севера, Паклештица и Добри До са запада и са југа видличким масивом, односно атаром села Крупац.
Површина рсовачког атара износи 3413 хектара, 22 ара и 50 m². Пошто су село и атар села у географском смислу смештени у целину
Висока, поменућу и границе Висока. Северна граница Висока иде главим гребеном Старе планине између Кома и Миџора. На овом делу су и највиши врхови не само Висока и Старе планине, већ и планина источне Србије: Миџор 2169 m, Вражја глава 1938 m, Три чуке 1937 m, Копрен 1935 m и Ком 1933 m. Западну границу чини развође између Топлодолске реке и Црновршке реке. Јужну границу чини, највећим делом, стрми вертикални одсек Видлича. Јужна граница не иде даље видличким одсеком, већ га код Високе стене напушта и иде развођем Градашничке реке и Калуђерског потока у рсовачком атару. Даља граница избија гребеном Козји камен, Пожар, Џадимирица, Соколовица и спушта се у долину Височице код Мртвачког моста. Целокупни слив Височице, према катастру, од њеног изворишта до Мртвачког моста износи 582 km².

## Историја
По предању село је настало од неколико села или заселака која су се налазила на садашњем атару. Једно се налазило у Доњој Рудини, где и данас постоје остаци некадашњег насеља. Овај заселак се налазио релативно близу реке те није оскудевао у води. Близина реке је у исто време била и препрека од непријатељских напада. Путања на североистоку је веома неприступачна и каменита, без имало земље. Нешто мало обрадиве површине су на северу насеља, даље преко брда су пашњаци и шума,у месту Бара. Њуди овог засеока бавили су се сточарством.
Даља истраживања су показала да недостатак историјских знања долази отуда што становништво овога краја верује у то да њихова насеља нису много стара или да су знатно млађа од њихове праве старости. Временски период овог истраживања односи се на последње децеије 15. и 16. века, тј. на почетни период турске владавине овим крајем. Каснији временски периоди се не разматрају, јер насеобинска прошлост горњонишавских насеља може се лакше реконструисати и добити из турских извора и на основу података као што су црквени извори, трговачки тефтери, путописни и други подаци, као и белешке добро сачуваних народних предања и легенди. За реконструкцију историјског постојања већине горњовисочких насеља, с краја 15. и током 16. века, коришћени су пре свега турски извори.
Из године 1447-1489: има 30 домаћинстава, шест удовица и приход од 1280 акчи. Припада зеимату Али Шарабдара у нахији Висока. Хрсовча „Из године 1567-1577. Има шест домаћинстава која плаћају гелепшешки данак. Припада кази Шехирћој (Пирот).
Приближно из средине 16. века (датум није дат). Има 45 домаћинстава, шест неожењених, пет удовица и приход од 3995 акчи.
Иако се чини да је назив од латинског игзиз (медвед), сасвим је сигурно да се ради о личном имену Хрса, Хрсоје, тим пре што је тако забележено и у изворима из 16. века: Хрсовјани, Хрсовче, Хрсовча. Дакле, насеље које је засновао или заселио Хрсо, односно његов род.
Посматрајући називе имена Хрсофче, Хрсовче, Хрсовча, долази се до закључка да друга половина ових имена подсећа на офче, овча, овче, тј. на овцу па би тумачење овога било Хрсо оснивач и додао овче, овча.
Место се 1880. године налазило у некадашњем Височком срезу. Ту је пописано 94 куће, са 765 становника, од којих је био само један писмен. Број пореских глава износио је 157.
У селу се налази Пећинска црква Св. Петра и Павла у Рсовцима која је споменик културе. У њој се налази специфична фреска Исуса Христа из 13. века на којој је приказан без косе. У овом месту се налази и Манастир Рсовци.
На сеоском гробљу налази се стабло црног бора које је под заштитом државе као природна реткост.
Овде се налазе Запис оброк Света Петка 1833 (Рсовци) и Запис оброк код цркве (Рсовци).

## Демографија
У насељу Рсовци живи 179 пунолетних становника, а просечна старост становништва износи 68,5 година (68,0 код мушкараца и 69,0 код жена). У насељу има 111 домаћинстава, а просечан број чланова по домаћинству је 1,65.
Ово насеље је у потпуности насељено Србима (према попису из 2002. године), а у последња три пописа, примећен је пад у броју становника.
|  |

| Демографија | Демографија | Демографија |
| Година      | Становника  | Становника  |
| ----------- | ----------- | ----------- |
| 1948.       | 1.519       |             |
| 1953.       | 1.406       |             |
| 1961.       | 1.221       |             |
| 1971.       | 823         |             |
| 1981.       | 479         |             |
| 1991.       | 347         | 337         |
| 2002.       | 183         | 183         |

| Етнички састав према попису из 2002.‍ | Етнички састав према попису из 2002.‍ | Етнички састав према попису из 2002.‍ | Етнички састав према попису из 2002.‍ | Етнички састав према попису из 2002.‍ |
| ------------------------------------ | ------------------------------------ | ------------------------------------ | ------------------------------------ | ------------------------------------ |
|                                      |                                      |                                      |                                      |                                      |
| Срби                                 | Срби                                 |                                      | 183                                  | 100,0%                               |
| непознато                            | непознато                            |                                      | 0                                    | 0,0%                                 |

| Година пописа     | 1948. | 1953. | 1961. | 1971. | 1981. | 1991. | 2002. |
| ----------------- | ----- | ----- | ----- | ----- | ----- | ----- | ----- |
| Број домаћинстава | 265   | 252   | 245   | 225   | 183   | 155   | 111   |

| Број чланова      | 1  | 2  | 3 | 4 | 5 | 6 | 7 | 8 | 9 | 10 и више | Просек |
| ----------------- | -- | -- | - | - | - | - | - | - | - | --------- | ------ |
| Број домаћинстава | 49 | 59 | 0 | 1 | 1 | 0 | 1 | 0 | 0 | 0         | 1,65   |

| Пол    | Укупно | Неожењен/Неудата | Ожењен/Удата | Удовац/Удовица | Разведен/Разведена | Непознато |
| ------ | ------ | ---------------- | ------------ | -------------- | ------------------ | --------- |
| Мушки  | 85     | 4                | 64           | 17             | 0                  | 0         |
| Женски | 94     | 0                | 62           | 32             | 0                  | 0         |
| УКУПНО | 179    | 4                | 126          | 49             | 0                  | 0         |

| Пол    | Укупно                    | Пољопривреда, лов и шумарство | Рибарство                            | Вађење руде и камена | Прерађивачка индустрија       |
| ------ | ------------------------- | ----------------------------- | ------------------------------------ | -------------------- | ----------------------------- |
| Мушки  | 7                         | 2                             | 0                                    | 0                    | 5                             |
| Женски | 6                         | 1                             | 0                                    | 0                    | 5                             |
| УКУПНО | 13                        | 3                             | 0                                    | 0                    | 10                            |
| Пол    | Производња и снабдевање   | Грађевинарство                | Трговина                             | Хотели и ресторани   | Саобраћај, складиштење и везе |
| Мушки  | 0                         | 0                             | 0                                    | 0                    | 0                             |
| Женски | 0                         | 0                             | 0                                    | 0                    | 0                             |
| УКУПНО | 0                         | 0                             | 0                                    | 0                    | 0                             |
| Пол    | Финансијско посредовање   | Некретнине                    | Државна управа и одбрана             | Образовање           | Здравствени и социјални рад   |
| Мушки  | 0                         | 0                             | 0                                    | 0                    | 0                             |
| Женски | 0                         | 0                             | 0                                    | 0                    | 0                             |
| УКУПНО | 0                         | 0                             | 0                                    | 0                    | 0                             |
| Пол    | Остале услужне активности | Приватна домаћинства          | Екстериторијалне организације и тела | Непознато            | Непознато                     |
| Мушки  | 0                         | 0                             | 0                                    | 0                    | 0                             |
| Женски | 0                         | 0                             | 0                                    | 0                    | 0                             |
| УКУПНО | 0                         | 0                             | 0                                    | 0                    | 0                             |

## Галерија
- Манастир Рсовци